# 라티나 (마드리드)
라티나(스페인어: Latina)는 스페인 마드리드의 행정구 중 하나이다.

## 지역

라티나

라티나는 7개의 다음과 같은 지구가 있다.
- 알루체
- 캄파멘토
- 콰트로비엔토스
- 라스아귈라스
- 루세로
- 로스카르메네스
- 푸에르타델앙헬